# Alibi (drama)
Alibi (izdana 1928.) je drama Agathe Christie ekranizirana 1931.